# 海因茨·倫敦
海因茨·倫敦（Heinz London，1907年11月7日—1970年8月3日）是一位德國（後來取得英國籍）物理學家。他在數所德國大學从事研究後，由於納粹的種族政策，不得不在1933年與他的哥哥弗里茨逃亡到英國。當海因茨·倫敦在牛津克拉倫登實驗室（Clarendon Laboratory）進行研究時，他與弗里茨·倫敦）於1935年提出倫敦方程式，成功地解釋了邁斯納效應；該效應指的是，當超導體溫度低於超導的門檻後，它會愈來愈快地排斥掉其內部所有的磁場。

## 生平
海因茨·倫敦在1907年出生於一個富有的上流德國猶太家庭。他的父親弗朗茨·倫敦是波恩大學數學系教授，他的母親路易絲出生在漢堡，她來自一個紡織企業家族。海因茨·倫敦9歲的時候，他的父親因為心臟病發而去世。他的哥哥弗里茨·倫敦比他大7歲，此後對海因茨·倫敦產生的強烈影響。他們兩兄弟的生活並沒有十分密切，後來弗里茨在美國生活，而海因茨·倫敦則住在英格蘭。
海因茨·倫敦從1926年至1927年在波恩大學進行研究，之後他在哈瑙（Hanau）的化學公司完成了6個月的工業實習，然後在皇家柏林高等工業學院（又稱柏林夏洛滕堡工學院，今天的柏林工業大學）進行研究，直到1929年進入慕尼黑大學為止，他在這裡待至1931年。從1931年開始，他曾在布雷斯勞大學（目前為弗羅茨瓦夫大學）跟隨弗朗茨·歐根·西蒙（Franz Eugen Simon）進行超導體的研究。在納粹奪取德國政權後，因為在德國已不可能再進一步進行研究，他被迫移居英國。
海因茨·倫敦於1934年在英國牛津大學完成他的博士論文，他在那裡與哥哥弗里茨·倫敦、歐根·西蒙與他的工作人員在克拉倫登實驗室從事研究工作。英國牛津大學成為低溫物理學第一研究中心。從1936年開始，他在布里斯托爾H·H·威爾斯研究室工作，而他的哥哥弗里茨最初在亨利·龐加萊在巴黎的研究所進行研究，後來則在德倫大學進行研究，並前往美國新澤西州。第二次世界大戰爆發後，海因茨·倫敦最初於1940年被認為是“ 敵國公民」，而遭到拘留，但是他隨後參與英國核子武器計劃。1942年，他獲得英國公民的身份。
海因茨·倫敦於戰後開始研究同位素分離技術。1951年，他使用液態氦開發出3He-4He稀釋冷凍法。1961年，他成為英國皇家學會的會員（院士）。海因茨·倫敦於1970年死於癌症，可能是因為他是一個老煙槍。

## 成就
- 倫敦方程式
- 3He-4He稀釋冷凍法

## 外部連結
- 海因茨·倫敦相關資訊 （页面存档备份，存于） 德意志國家圖書館